# Wallace Building (Little Rock)
El Wallace Building es un rascacielos comercial de nueve pisos en 101-11 Main Street en el centro de Little Rock, Arkansas. Fue construido en 1928 según un diseño del arquitecto de Little Rock George R. Mann de Mann, Wanger & King. Mide 28 metros y tiene 7 pisos. Fue incluido en el Registro Nacional de Lugares Históricos en 1999.
Es un excelente ejemplo local de la arquitectura art déco temprana. Fue construido por George Washington Donaghey, ex gobernador de Arkansas; Mann y Donaghey habían trabajado anteriormente juntos en el Capitolio de Arkansas, y las disputas sobre su construcción llevaron a Donaghey a la política y al puesto de gobernador. 